# Бремер, Артур
Артур Бремер (нем. Arthur Brehmer; 8 февраля 1858, Триест — 1 декабря 1923, Айхграбен) — немецкий писатель
. Сын поэтессы Антонии Бремер-Гафрон, дядя писателя Теодора Дойблера.
Жил, главным образом, в Берлине, Сотрудничал с различными газетами. Опубликовал ряд романов, выступил соавтором Рудольфа Фальба по роману-катастрофе «Светопреставление» (нем. Der Weltuntergang; 1899), воспользовавшись в этом случае псевдонимом Чарльз Блант (англ. Charles Blunt). 
В 1884 г. выпустил книгу стихов в соавторстве со своей матерью.
Наибольшую известность принёс Бремеру составленный им международный сборник статей «Мир в ближайшие сто лет» (нем. Die Welt in hundert Jahren); среди авторов книги были Чезаре Ломброзо (глава «Преступление и наказание в ближайшие сто лет»), Герман Бар («Литература в ближайшие сто лет»), Вильгельм Кинцль («Музыка в ближайшие сто лет»), Берта фон Зутнер («Борьба за мир в ближайшие сто лет»), Эллен Кей («Женщина в ближайшие сто лет»), Эдуард Бернштейн («Социальная жизнь в ближайшие сто лет») и другие.